# Triptila ibarrai
Triptila ibarrai är en fjärilsart som beskrevs av Luis E. Parra 1991. Triptila ibarrai ingår i släktet Triptila och familjen mätare. Inga underarter finns listade i Catalogue of Life.